# Take Me to the Pilot
Take Me to the Pilot è una canzone scritta ed interpretata da Elton John; il testo è di Bernie Taupin. Proveniente dall'album omonimo Elton John, fu pubblicata come singolo nel 1970 con Your Song come B - side. Ebbe un discreto successo sia negli Stati Uniti che nel Regno Unito.

## Il testo e la melodia
È probabilmente una delle canzoni più enigmatiche mai scritte dal duo John/Taupin. Il testo non si basa su alcun ragionamento logico e sembra quindi non avere senso. Solo dopo molti anni, Taupin ha fornito una spiegazione: per lui, l'importanza non è capire il senso delle parole, ma solo avere la bellezza di pronunciarle. Ha quindi preso delle parole casualmente, unendo quelle che si sposavano meglio in una frase, fino a formare un vero e proprio testo, che Elton ha immortalato sulla tastiera del pianoforte. Bernie si è rifatto a poeti come Charles Baudelaire e Arthur Rimbaud; secondo Elton, potrebbe anche essere stato influenzato dai libri di fantascienza che leggeva all'epoca (essendo comprese nella canzone numerose frasi provocanti la sensazione del pericolo e la paura dell'ignoto). La melodia è ossessivamente ripetitiva e si basa sul pianoforte, accompagnato dall'onnipresente orchestra.
Del brano esistono anche numerose cover (per esempio di Jose Feliciano e Ben E. King).
Viene spesso eseguito live; due delle performance più famose sono quelle contenute, per esempio, negli album 17 - 11 - 70 e Live In Australia (la versione di quest'ultimo LP è stata nuovamente pubblicata come singolo negli anni Ottanta): la prima vede Elton al pianoforte, accompagnato solo dal bassista Dee Murray e dal batterista Nigel Olsson; la seconda invece vede la presenza della Melbourne Symphony Orchestra al gran completo (formata da ben 88 elementi) e rispecchia quindi la versione originale contenuta nell'album Elton John.